# Angelopsis globosa
Angelopsis globosa är en nässeldjursart som beskrevs av Fewkes 1886. Angelopsis globosa ingår i släktet Angelopsis och familjen Rhodaliidae. Inga underarter finns listade i Catalogue of Life.